# Бронзовка вонючая
Бронзовка вонючая, или олёнка рябая, или олёнка зловонная (лат. Oxythyrea funesta) — жук из семейства пластинчатоусых.

## Описание
Жук длиной от 8 до 12 мм. Тело окрашено в блестящий чёрный цвет и покрыто наряду с белыми волосками, множеством маленьких белых пятен на надкрыльях, переднеспинке и нижней стороне тела. Шесть пятен на переднеспинке проходят двумя параллельными продольными рядами с двух сторон от середины переднеспинки. На надкрыльях имеется пять продольных полос. У совсем старых экземпляров опушение часто стирается со временем.

## Распространение
Бронзовка вонючая живёт в тёплых регионах, прежде всего, в Северной Африке и Средиземноморье, на востоке до Закавказья вид обитает в степных пустошах и на известковых землях. Вид встречается также вблизи опушек леса и богатых цветами лугов.
Лёт начинается с мая по июль.

## Питание
Имаго питаются пыльцой, личинки корнями растения. Самки кладут отдельные яйца на землю. Личинки достигают длины до 30 мм. До осени из них появляются совершеннолетние жуки, которые могут оставаться в земле до следующей весны.